# August Bahlmann
August Bahlmann (* 21. April 1813 in Münster; † 16. Dezember 1874 ebenda) war ein deutscher römisch-katholischer Geistlicher. 

## Leben
August Bahlmann besuchte von 1826 bis 1832 das Gymnasium zu Münster, studierte dann Katholische Theologie an der Akademie Münster und wurde 1836 zum Priester geweiht. Bahlmann war ab 1838 Vikar an der Domkirche in Münster. Er verfasste mehrere Schriften, darunter auch zur Heimatkunde.

## Schriften
- Sagen und Erzählungen: für die Armen: von August Bahlmann. Münster. 1855 Inhalt:

1. Die beiden Stimmen
2. Elisabeth Marie
3. Der alte Churfürst
4. Die eiserne Hand
5. Möhlen Hamborg
6. Bernard Thevoß
7. Die Glockenkuhle auf der großen Breede zu Harsewinkel
8. Frau Thielemann
9. Der Fischer von Emsdetten
10. Reflexe
11. Der Antichrist von Neuenkirchen
12. Ein Gespräch über den Undank

- Das Kloster Rosenthal zu Münster. Regensberg, Münster 1857.
- St. Rendel. Eine Legende. Regensberg, Münster 1858. PDF
- Die Reise um die Welt. Eine Erzählung. Münster 1860.